# Mikhaïl Zadornov
Pour les articles homonymes, voir Zadornov.
Mikhaïl Mikhaïlovitch Zadornov (en russe : Михаил Михайлович Задорнов), né le 4 mai 1963 à Moscou, est un homme politique russe.
Président de Otkritie en 1997-1999, il est notamment ministre des Finances de Russie entre 1997 et 1999 et député à la Douma. Il est décoré de l'ordre du Mérite pour la Patrie de IVe classe en 2013.

## Biographie

### Famille
Il naît le 4 mai 1963 à Moscou dans une famille de géologues. Il passe son enfance dans l'oblast du Kamtchatka (en 1995, il est élu député de la région).

### Formation
Il termine ses études secondaires en 1980 à l'école n° 875  avec une médaille d'or, et l'Institut d'économie populaire Plekhanov de Moscou en 1984 avec diplôme rouge; il est aspirant au doctorat de l'Institut d'économie de l'Académie des sciences de l'URSS en 1988. Il interrompt ses études en 1985-1986 pour effectuer son service militaire. Il est candidat en sciences économiques en 1989, le thème de sa thèse étant L'Efficacité des investissements dans le renouvellement du capital fixe des entreprises industrielles.

### Économiste
- 1988-1990 — collaborateur scientifique de l'Institut d'économie de l'Académie des sciences d'URSS.
- 1989-1990 — expert de la commission du plan et du budget du Soviet suprême de l'URSS.
- En 1990 — membre de la commission nationale de la réforme économique du Conseil des ministres de la RSFSR, dirigée par Grigori Iavlinski. Il est l'un des auteurs du programme «500 jours».
- 1991-1993 — chercheur, membre du conseil d'administration du Centre de recherche économique et politique (EPIcentre), dirigé par Grigor Iavlinski. Participation aux projets EPIcentre : Consent for a Chance (Harvard, USA, 1991), Nijni Novgorod (1992).

### Homme politique
Zadornov compte en 1993 parmi les fondateurs du parti politique Yabloko. Il est élu au sein de ce parti comme député à la Douma d'État en 1994-1995. Il y préside la commission du budget, des impôts, des banques et des finances. En 1996-1997, il est réélu député à la Douma (du Kamtchatka) et est président de cette même commission.
De novembre 1997 à mai 1999, Mikhaïl Zadornov est ministre des Finances dans les gouvernements de Viktor Tchernomyrdine, Sergueï Kirienko et Evgueni Primakov. Il fait partie de ces gouvernements sans l'accord de Yabloko, ce pour quoi il quitte ce mouvement. Il prend part à la décision de la Russie de faire défaut en août 1998, après quoi il présente sa démission qui est rejetée.
Le 25 mai 1999, il est nommé premier vice-président du gouvernement de la fédération de Russie. Lorsqu'il s'est avéré que cette nomination était due à sa démission du poste de ministre des Finances (auquel Mikhaïl Kassianov avait été nommé), il donne sa démission. Le 28 mai 1999, il est démis de ses fonctions de premier vice-premier ministre.
De mai à septembre 1999, il est représentant spécial du président de la fédération de Russie auprès des organisations financières internationales. En octobre-décembre 1999, il est conseiller spécial du président de la Sberbank. En 2000-2003, il est député de la Douma d'État (3e législature) du district de l'Université de Moscou pour le parti Yabloko. Il est président adjoint de la commission du budget et des impôts, membre de la commission d'examen des dépenses budgétaires fédérales visant à assurer la défense et la sécurité de l'État de la fédération de Russie. En 2004-2005, il est député de la Douma  (4e législature) du district de l'Université de Moscou. Il est député indépendant. Il est membre de la commission du budget et des impôts.
En avril 2005, il devient membre du parti républicain de Russie et fait partie du conseil politique de ce parti (devenu plus tard le parti de la liberté du peuple).

### Dirigeant d'entreprise
Il devient en juin 2005 membre du conseil de direction du réseau de grands magasins d'alimentation Septième continent (Седьмой континент) (en tant que directeur non exécutif). En juillet 2005, il devient président de l'administration de la banque commerciale VTB 24. En 2010, il préside le conseil de direction de la compagnie d'assurances VTB Assurances et l'année suivante de la banque TransKreditBank. En 2015, Mikhaïl Zadornov devient membre du conseil de direction de la Banque de Moscou. En 2016, il est membre du conseil de surveillance de la banque de la Poste (Potchta Bank) et de décembre 2016 à mai 2017, membre de l'administration de la banque VTB.
Depuis 2018, Mikhaïl Zadornov est président du conseil d'administration de la banque Otkritie, appartenant à la banque centrale de la fédération de Russie dans le cadre de mesures d'assainissement.

## Vie privée
Il est marié et père d'une fille.